# Élections sénatoriales de 2014 représentant les Français établis hors de France
Les  élections sénatoriales de 2014 pour les Français établis hors de France ont lieu le 28 septembre 2014. Elles ont pour but d'élire six des douze sénateurs représentant les Français de l'étranger au Sénat pour un mandat de six années.

## Contexte

### Sénateurs sortants
| Sénateur | Sénateur                | Parti | Autre fonction |
| -------- | ----------------------- | ----- | -------------- |
|          | Richard Yung            | PS    |                |
|          | Claudine Lepage         | PS    |                |
|          | Christian Cointat       | UMP   |                |
|          | Robert del Picchia      | UMP   |                |
|          | André Ferrand           | UMP   |                |
|          | Christophe-André Frassa | UMP   |                |

## Collège électoral
En application des règles applicables pour les élections sénatoriales françaises, le collège électoral appelé à élire les sénateurs des Français établis hors de France en 2014 se compose de la manière suivante, :
| Conseillers consulaires | Conseillers consulaires | Conseillers consulaires | Conseillers consulaires | 442 | 82,93 %  |
| Délégués consulaires    | Délégués consulaires    | Délégués consulaires    | Délégués consulaires    | 68  | 12,76 %  |
| Députés                 | Députés                 | Députés                 | Députés                 | 11  | 2,06 %   |
| Sénateurs               | Sénateurs               | Sénateurs               | Sénateurs               | 12  | 2,25 %   |
| Total                   | Total                   | Total                   | Total                   | 533 | 100,00 % |

1. ↑  Sur les 443 postes à pourvoir, celui de l'Ukraine n'a pas été pourvu faute de candidat lors des élections consulaires de mai 2014.

## Présentation des candidats
Les nouveaux représentants sont élus pour une législature de 6 ans au suffrage universel indirect par les grands électeurs. Les six sénateurs des Français de l'étranger sont élus au scrutin proportionnel plurinominal. Chaque liste de candidats est obligatoirement paritaire et alterne entre les hommes et les femmes. 7 listes ont été déposées, comportant chacune 8 noms. Elles sont présentées ici dans l'ordre de leur dépôt au ministère des Affaires étrangères et comportent l'intitulé figurant aux dossiers de candidature.

### Liste de droite non investie par l'UMP
| N° | Candidats | Candidats                   | Pays               | Parti | Principales fonctions                     |
| -- | --------- | --------------------------- | ------------------ | ----- | ----------------------------------------- |
| 01 |           | Robert del Picchia          | Autriche           | UMP   | Sénateur sortant                          |
| 02 |           | Geneviève Béraud-Suberville | Mexique            | DVD   | Conseillère consulaire et membre de l'AFE |
| 03 |           | Damien Regnard              | États-Unis         | DVD   | Conseiller consulaire et membre de l'AFE  |
| 04 |           | Tassadit Radya-Rahal        | Algérie            | DVD   | Conseillère consulaire et membre de l'AFE |
| 05 |           | Francis Nizet               | Chine              | DVD   | Conseiller consulaire                     |
| 06 |           | Joëlle Valéri-Chevalier     | Gabon              | DVD   | Conseillère consulaire                    |
| 07 |           | Pierre Leducq               | Nouvelle-Zélande   | DVD   | Conseiller consulaire                     |
| 08 |           | Pauline Betton              | Russie Biélorussie | DVD   | Conseillère consulaire                    |

### Union de la droite et du centre
| N° | Candidats | Candidats                   | Pays                     | Parti | Principales fonctions                     |
| -- | --------- | --------------------------- | ------------------------ | ----- | ----------------------------------------- |
| 01 |           | Christophe-André Frassa     | Monaco                   | UMP   | Sénateur sortant                          |
| 02 |           | Jacky Deromedi              | Singapour                | UMP   | Conseillère consulaire et membre de l'AFE |
| 03 |           | Olivier Cadic               | Royaume-Uni              | UDI   | Conseiller consulaire et membre de l'AFE  |
| 04 |           | Michèle Malivel             | Maurice Seychelles       | UMP   | Conseillère consulaire                    |
| 05 |           | Gérard Michon               | États-Unis               | UMP   | Conseiller consulaire                     |
| 06 |           | Madeleine Berger-Ben Naceur | Tunisie Libye            | UMP   | Conseillère consulaire                    |
| 07 |           | Thierry Consigny            | Japon                    | UMP   | Conseiller consulaire et membre de l'AFE  |
| 08 |           | Nathalie de Gaulle          | Émirats arabes unis Oman | UMP   | Conseillère consulaire                    |

### Parti socialiste
| N° | Candidats | Candidats            | Pays       | Parti | Principales fonctions                     |
| -- | --------- | -------------------- | ---------- | ----- | ----------------------------------------- |
| 01 |           | Claudine Lepage      | Allemagne  | PS    | Sénatrice sortante                        |
| 02 |           | Richard Yung         | Allemagne  | PS    | Sénateur sortant                          |
| 03 |           | Kalliopi Ango Ela    | Cameroun   | PS    | Ancienne sénatrice                        |
| 04 |           | Jean-Daniel Chaoui   | Madagascar | PS    | Conseiller consulaire et membre de l'AFE  |
| 05 |           | Patricia Grillo      | Belgique   | PS    |                                           |
| 06 |           | Marc Villard         | Viêt Nam   | PS    | Conseiller consulaire et membre de l'AFE  |
| 07 |           | Bérangère El Anbassi | Maroc      | PS    | Conseillère consulaire et membre de l'AFE |
| 08 |           | Mehdi Benlahcen      | Portugal   | PS    | Conseiller consulaire                     |

### Société civile
| N° | Candidats | Candidats            | Pays          | Parti | Principales fonctions                                       |
| -- | --------- | -------------------- | ------------- | ----- | ----------------------------------------------------------- |
| 01 |           | Jean-Pierre Bansard  | Algérie       | ASFE  | Ancien président du Consistoire central israélite de France |
| 02 |           | Catherine Rechenmann | Côte d'Ivoire | ASFE  | Conseiller consulaire et membre de l'AFE                    |
| 03 |           | Hervé Leboucher      | Grèce         | ASFE  | Conseillère consulaire                                      |
| 04 |           | Emmanuelle Savarit   | Royaume-Uni   | ASFE  | Déléguée consulaire                                         |
| 05 |           | Sylvain Nahum        | Suisse        | ASFE  | Délégué consulaire                                          |
| 06 |           | Séverine Boitier     | Canada        | ASFE  | Conseillère consulaire                                      |
| 07 |           | Djaouad Mzé          | Comores       | ASFE  | Conseiller consulaire                                       |
| 08 |           | Rachelle Ducaud      | Madagascar    | ASFE  | Conseillère consulaire                                      |

### Divers droite
| N° | Candidats | Candidats          | Pays     | Parti | Principales fonctions |
| -- | --------- | ------------------ | -------- | ----- | --------------------- |
| 01 |           | Francois Bridon    | Cameroun | DVD   |                       |
| 02 |           | Sandra Djoko-Moyo  |          | DVD   |                       |
| 03 |           | Félix Kanchome     |          | DVD   |                       |
| 04 |           | Charlotte Bamba    |          | DVD   |                       |
| 05 |           | José Mongo         |          | DVD   |                       |
| 06 |           | Marie Jeanne Eyoko |          | DVD   |                       |
| 07 |           | Luc Boscavert      |          | DVD   |                       |
| 08 |           | Mylène Boureau     |          | DVD   |                       |

| N° | Candidats | Candidats                    | Pays | Parti | Principales fonctions |
| -- | --------- | ---------------------------- | ---- | ----- | --------------------- |
| 01 |           | Komivi Djolegbehou           |      | DVD   |                       |
| 02 |           | Marie-Thérèse Altermath      |      | DVD   |                       |
| 03 |           | Christian-Antoine Reig       |      | DVD   |                       |
| 04 |           | Frédérique Kadjo             |      | DVD   |                       |
| 05 |           | Romain Richard Bullet        |      | DVD   |                       |
| 06 |           | Gaëtane Sandrine Gaston Yoro |      | DVD   |                       |
| 07 |           | Patrice Agbo                 |      | DVD   |                       |
| 08 |           | Farima Keita                 |      | DVD   |                       |

### Europe Écologie Les Verts - Front de gauche - Nouvelle Donne
| N° | Candidats | Candidats               | Pays       | Parti | Principales fonctions                    |
| -- | --------- | ----------------------- | ---------- | ----- | ---------------------------------------- |
| 01 |           | Alexandre Chateau-Ducos | Luxembourg | EELV  | Conseiller consulaire et membre de l'AFE |
| 02 |           | Tiphaine Dickson        | États-Unis | PG    | Conseillère consulaire                   |
| 03 |           | Florian Chiron          | Allemagne  | EELV  | Délégué consulaire                       |
| 04 |           | Sophia Lamsihiya        | Espagne    | ND    | Conseillère consulaire                   |
| 05 |           | Jean François Deluchey  | Brésil     | PG    | Conseiller consulaire                    |
| 06 |           | Janick Magne            | Japon      | EELV  | Suppléante de conseiller consulaire      |
| 07 |           | Daniel Colas            | Chili      | PG    | Conseiller consulaire et membre de l'AFE |
| 08 |           | Delphine Adenot Owusu   | Ghana      | DVG   | Conseillère consulaire                   |

## Résultats
| Tête de liste | Tête de liste            | Liste                                       | Voix | %     | Sièges |  |
| --- | ------------------------ | ------------------------------------------- | ---- | ----- | ------ |  |
| | Christophe-André Frassa  | Union de la droite et du centre (UMP - UDI) | 185  | 35,10 | 3      |  |
| Union pour les Français de l'étranger, rassemblement de la droite, du centre et des indépendants, liste investie par l'UMP et l'UDI, avec le soutien de l'UFE |                          |                                             | 185  | 35,10 | 3      |  |
| | Claudine Lepage          | Parti socialiste                            | 158  | 29,98 | 2      |  |
| Gauche unie pour les Français du monde, liste présentée par le Parti socialiste et soutenue par Français du monde-ADFE                                        |                          |                                             | 158  | 29,98 | 2      |  |
| | Robert del Picchia       | Divers (UMP)                                | 88   | 16,70 | 1      |  |
| Les indépendants : innovons ensemble |                          |                                             | 88   | 16,70 | 1      |  |
| | Jean-Pierre Bansard      | Divers droite (ASFE)                        | 61   | 11,57 | 0      |  |
| Bansard 2014, la voix des Français de l'étranger |                          |                                             | 61   | 11,57 | 0      |  |
| | Alexandre Château-Ducos  | Europe Écologie Les Verts (PG - ND)         | 35   | 6,64  | 0      |  |
| Écologie, citoyenneté, solidarité |                          |                                             | 35   | 6,64  | 0      |  |
| | Francois Bridon          | Divers droite                               | 0    | 0,00  | 0      |  |
| Notre France, notre maison |                          |                                             | 0    | 0,00  | 0      |  |
| Komivi Djolegbehou | Divers droite            | 0                                           | 0,00 | 0     |        |  |
| La cohésion nationale |                          | 0                                           | 0,00 | 0     |        |  |
| |                          |                                             |      |       |        |  |
| Suffrages exprimés | Suffrages exprimés       | Suffrages exprimés                          | 527  | 99,81 |        |  |
| Votes blancs | Votes blancs             | Votes blancs                                | 0    | 0,00  |        |  |
| Votes nuls | Votes nuls               | Votes nuls                                  | 1    | 0,19  |        |  |
| Total | Total                    | Total                                       | 528  | 100   | 6      |  |
| Abstention | Abstention               | Abstention                                  | 5    | 0,94  |        |  |
| Inscrits / participation | Inscrits / participation | Inscrits / participation                    | 533  | 99,06 |        |  |